# Giro del Belgio 1977
Il Giro del Belgio 1977, sessantunesima edizione della corsa, si svolse in cinque tappe tra il 10 e il 14 aprile 1977, per un percorso totale di 859 km e fu vinto dal belga Walter Planckaert.

## Tappe
| Tappa  | Data      | Percorso                 | km  | Vincitore di tappa | Leader cl. generale |
| ------ | --------- | ------------------------ | --- | ------------------ | ------------------- |
| 1ª-1ª  | 10 aprile | Mons (cron. individuale) | 18  | Walter Planckaert  |                     |
| 1ª-2ª  | 10 aprile | Mons > Lembeek           | 129 | Walter Planckaert  |                     |
| 2ª     | 11 aprile | Lembeek > Bruges         | 160 | Jos Schipper       |                     |
| 3ª     | 12 aprile | Bruges > Kampenhout      | 163 | Walter Planckaert  |                     |
| 4ª     | 13 aprile | Kampenhout > Fléron      | 176 | Ronald De Witte    |                     |
| 5ª     | 14 aprile | Fléron > Jambes          | 213 | Vittorio Algeri    | Walter Planckaert   |
| Totale | Totale    | Totale                   | 859 |                    |                     |

## Dettagli delle tappe

### 1ª tappa-1ª semitappa
- 10 aprile: Mons – Cronometro individuale – 18 km

Risultati
| Pos. | Corridore         | Squadra   | Tempo  |
| ---- | ----------------- | --------- | ------ |
| 1    | Walter Planckaert | Maes Pils | 26'30" |
| 2    | Aldo Parecchini   | Brooklyn  | s.t.   |
| 3    | Frans Verbeeck    | Ijsboerke | s.t.   |

### 1ª tappa-2ª semitappa
- 10 aprile: Mons > Lembeek – 129 km

Risultati
| Pos. | Corridore         | Squadra   | Tempo    |
| ---- | ----------------- | --------- | -------- |
| 1    | Walter Planckaert | Maes Pils | 3h20'50" |
| 2    | Aldo Parecchini   | Brooklyn  | s.t.     |
| 3    | Willy Planckaert  | Maes Pils | s.t.     |

### 2ª tappa
- 11 aprile: Lembeek > Bruges – 160 km

Risultati
| Pos. | Corridore          | Squadra     | Tempo    |
| ---- | ------------------ | ----------- | -------- |
| 1    | Jos Schipper       | Ebo-Superia | 4h04'02" |
| 2    | Guido Van Sweevelt | Ijsboerke   | s.t.     |
| 3    | Roger Swerts       | Fiat        | s.t.     |

### 3ª tappa
- 12 aprile: Bruges > Kampenhout – 163 km

Risultati
| Pos. | Corridore          | Squadra    | Tempo    |
| ---- | ------------------ | ---------- | -------- |
| 1    | Walter Planckaert  | Maes Pils  | 3h53'10" |
| 2    | Roger De Vlaeminck | Brooklyn   | s.t.     |
| 3    | Piet van Katwijk   | TI-Raleigh | s.t.     |

### 4ª tappa
- 13 aprile: Kampenhout > Fléron – 176 km

Risultati
| Pos. | Corridore        | Squadra    | Tempo    |
| ---- | ---------------- | ---------- | -------- |
| 1    | Ronald De Witte  | Brooklyn   | 3h45'32" |
| 2    | Piet van Katwijk | TI-Raleigh | a 32"    |
| 3    | Roberto Ceruti   | G.B.C.     | a 1'27"  |

### 5ª tappa
- 14 aprile: Fléron > Jambes – 213 km

Risultati
| Pos. | Corridore       | Squadra | Tempo    |
| ---- | --------------- | ------- | -------- |
| 1    | Vittorio Algeri | G.B.C.  | 5h57'22" |
| 2    | Walter Polini   | G.B.C.  | s.t.     |
| 3    | Jacques Martin  | Fiat    | s.t.     |

## Classifiche finali

### Classifica generale
| Pos. | Corridore          | Squadra        | Tempo     |
| ---- | ------------------ | -------------- | --------- |
| 1    | Walter Planckaert  | Maes Pils      | 21h39'08" |
| 2    | Guido Van Sweevelt | Ijsboerke      | a 13"     |
| 3    | Cees Priem         | Frisol-Thirion | a 16"     |
| 4    | Roger Rosiers      | Frisol-Thirion | a 33"     |
| 5    | Ludo Van Staeyen   | Maes Pils      | a 3'30"   |
| 6    | Étienne De Beule   | Fiat France    | s.t.      |
| 7    | Frans Verbeeck     | Ijsboerke      | a 3'39"   |
| 8    | Roger Swerts       | Fiat France    | a 6'53"   |
| 9    | Freddy Maertens    | Flandria-Velda | a 10'25"  |
| 10   | Jan Aling          | Ebo-Superia    | a 15'38"  |

### Classifica a punti
| Pos. | Corridore         | Squadra   | Tempo |
| ---- | ----------------- | --------- | ----- |
| 1    | Walter Planckaert | Maes Pils | ?     |

### Classifica a squadre
| Pos. | Squadra     | Tempo |
| ---- | ----------- | ----- |
| 1    | Fiat France | ?     |